# Marta Roure
Pour les articles homonymes, voir Roure.
Marta Roure, de son nom complet Marta Roure Besolí, est une chanteuse andorrane, née le 16 janvier 1981 à Andorre-la-Vieille.

## Biographie
Dès sa naissance, elle est baignée dans une atmosphère musicale, car elle est la fille du musicien Joan Roure, compositeur de sardanes et de musiques catalanes, et sa tante Meritxell Roure Morist est professeur de piano. Elle a d'ailleurs étudié le piano au conservatoire de musique d'Andorre.
Elle est la première à porter les couleurs andorranes et la première à chanter en catalan au Concours Eurovision de la chanson qui se tient  en 2004 à  Istanbul en Turquie. Elle y interprète la chanson Jugarem a estimar-nos de Jofre Bardagí. Elle a été sélectionnée pour représenter Andorre, au travers du programme Eurocàsting d'Andorra Televisió, et de la chaine de télévision catalane TV3.
À la demi-finale d'Istanbul en 2004, elle otient 12 points du télévote espagnol, mais cela ne sera pas suffisant pour pouvoir aller en finale.